# Collegiata di San Giovanni Battista (San Giovanni in Persiceto)
La collegiata di San Giovanni Battista è un luogo di culto cattolico situato nel centro di San Giovanni in Persiceto. 

## Storia
La tradizione vuole che la chiesa sia stata fondata nel 310 da un diacono e due sacerdoti inviati in questi luoghi da san Zama, primo vescovo di Bologna. Pare che già dal 312 fosse Arcipretale ed era chiamata nelle bolle di più pontefici Insigne Basilica.
Sicuramente documentata intorno al IX secolo forse dai longobardi che avevano intitolato molte chiese al santo, venendo poi ampliata in stile romanico attorno all'anno 1000, si racconta per tradizione, per volontà di Matilde di Canossa.
Nel XVII secolo l'edificio con l'aula costituita da tre navate con due cappelle laterali, risultava essere ammalorato e sicuramente lontano dagli stili architettonici del tempo, forse per questo nel 1671 l'arciprete Casalini, assieme a un organo della comunità, fece ridisegnare la pianta della chiesa. I lavori di ricostruzione furono terminati nel 1698 come risulta dall'atto di benedizione del 26 ottobre. L'architetto designato fu Paolo Maria Canali.
Nel 1739 la chiesa fu consacrata dal cardinale Lambertini, futuro pontefice. La facciata fu realizzata, quale festeggiamento e ringraziamento al Papa Gregorio XVI che aveva elevato il territorio a città alla fine del XIX secolo su progetto di Luigi Gamberini e all'architetto Leandro Marconi.

## Descrizione
La facciata, in stile neoclassico, fu realizzata nel 1834 su progetto dell'ingegnere Luigi Gamberini e dell'architetto Leandro Marconi, e ornata con delle statue raffiguranti gli evangelisti, eseguite da Bernardino Bernardi. Il timpano è opera sempre dello stesso autore donato dall'arciprete don Sacchetti.
L'interno della chiesa è a croce latina. Le decorazioni interne furono dipinte da Giovanni Battista Baldi verso la fine del XIX secolo. All'interno dell'edificio sono presenti molte opere d'arte, tra le quali nel primo altare a sinistra la tela del Guercino raffigurante Sant'Antonio da Padova con il Bambino Gesù, mentre nella cappella successiva la tela del pittore settecentesco di San Giovanni in Persiceto Ubaldo Gandolfi Sant'Anna, la Vergine bambina e San Gioacchino.
La cappella detta della Partecipanza conserva la pala d'altare opera seicentesca del bolognese Francesco Albani raffigurante Vergine col Bambino, Angeli e i Santi Sebastiano e Rocco eseguito su committenza della comunità cittadina quale voto per il grave periodo di pestilenza del 1630.

### Sepolti illustri
Al suo interno venne sepolto nel 1643 Francesco Gonzaga (1593-1643), figlio di Ferrante II Gonzaga, duca di Guastalla e di Vittoria Doria.